# مغز (فیلم ۱۹۸۸)
«مغز» (انگلیسی: The Brain (1988 film)) فیلمی در ژانر ترسناک و علمی–تخیلی است که در سال ۱۹۸۸ منتشر شد. از بازیگران آن می‌توان به سینتیا پرستون اشاره کرد.